# داريل ماكجرو
داريل ماكجرو (بالإنجليزية: Darrell McGraw) هو محامي أمريكي، ولد في 8 نوفمبر 1936 في ماكجروز ‏ في الولايات المتحدة.